# كيث ويلش
كيث ويلش (بالإنجليزية: Keith Welch)‏ هو لاعب كرة قدم بريطاني في مركز حراسة المرمى، ولد في 3 أكتوبر 1968 في بولتن في المملكة المتحدة. لعب مع نادي بريستول سيتي ونادي ترانمير روفرز ونادي توركي يونايتد ونادي روتشديل ونادي مانسفيلد تاون ونورثامبتون تاون.